# Rudolf Jan Bruntálský z Vrbna
Rudolf Jan hrabě Bruntálský z Vrbna (Rudolf Jan Nepomuk Václav Vojtěch Josef Liborius hrabě Bruntálský z Vrbna / Rudolf Johann Nepomuk Graf von Wrbna und Freudenthal) (23. července 1761 Vídeň – 30. ledna 1823 Vídeň) byl český šlechtic ze starobylého rodu Bruntálských z Vrbna. Proslul především jako zakladatel železáren v Komárově, angažoval se i v obrozeneckých aktivitách v Čechách, kromě toho zastával posty u císařského dvora ve Vídni a získal Řád zlatého rouna.

## Život

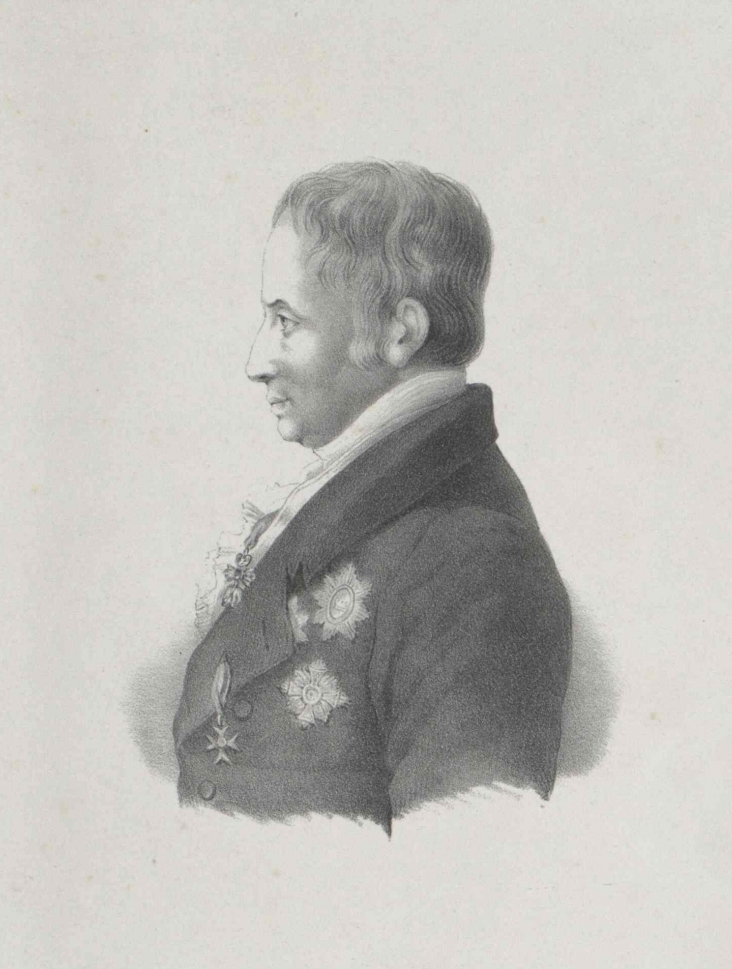
Rudolf Jan Bruntálský z Vrbna

Narodil se ve Vídni jako nejstarší syn nejvyššího dvorního maršálka Eugena Václava Bruntálského z Vrbna (1728–1789) a jeho manželky Marie Terezie, rozené hraběnky Kolonicsové (1733–1802). Studoval práva a filozofii, ale od mládí se zajímal o mineralogii, takže navíc absolvoval studium na báňské akademii v Banské Štiavnici. Krátce sloužil v armádě, kde dosáhl hodnosti poručíka, ale v roce 1789 převzal po otcově smrti rodové dědictví v Hořovicích.
Již existující výrobu železa v Komárově na Hořovicku přivedl k obrovskému rozkvětu, takže za jeho života se komárovské železárny staly předním evropským producentem litiny s uměleckoprůmyslovým využitím. Hospodářský rozmach a současně nedostatek vodních zdrojů na Hořovicku vedl Rudolfa k dalšímu rozšíření majetku a v roce 1806 koupil od Vratislavů z Mitrovic sousední panství Jince. Na zdejším zámku dočasně umístil svou mineralogickou sbírku, jinak byl ale provoz velkostatku podřízen potřebám železáren a také v Jincích vznikla vysoká pec.
Roku 1801 založil v Hořovicích první řepný cukrovar v českých zemích. Ten sice brzy zkrachoval, v následujících letech začaly však vznikat další řepné cukrovary, mimo jiné i díky tzv. kontinentální blokádě za napoleonských válek.
Kromě toho od mládí zastával funkce v hospodářské správě habsburské monarchie, byl jmenován c. k. komořím, tajným radou a patřil k důvěrníkům císaře Františka I. I když se vyhýbal vyšším úřadům, v roce 1805 při obsazení Vídně napoleonskou armádou byl jmenován dvorským komisařem pro obranu města. V této funkci se osvědčil, takže nakonec se stal císařským nejvyšším komořím (1806–1823) a v roce 1808 získal Řád zlatého rouna. Byl též nositelem uherského Řádu sv. Štěpána a Řádu železné koruny. Jako císařský nejvyšší komorník byl účastníkem Vídeňského kongresu a v roce 1822 doprovázel císaře Františka I. na kongres do Verony. Při zimní cestě přes Alpy onemocněl a zemřel krátce poté ve Vídni.
I v dalších oblastech patřil k významným osobnostem v Čechách a podílel se na aktivitách spojených s národním obrozením. V letech 1804–1823 byl čestným prezidentem Královské české společnosti nauk, dále byl spoluzakládajícím členem Jednoty pro povznesení hudby v Čechách a stál také u zrodu Národního muzea.

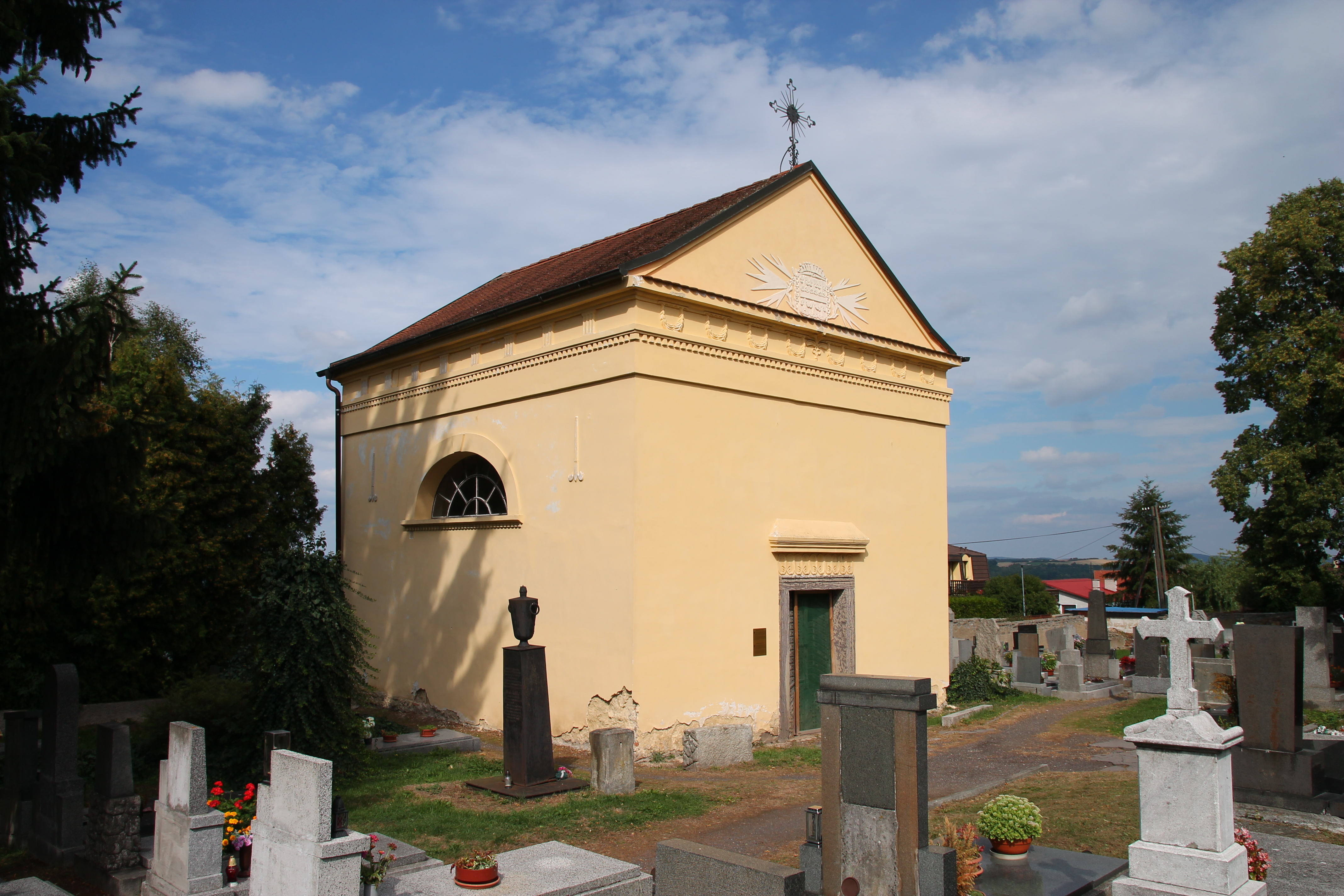
Hrobka hrabat z Vrbna

Rudolf Jan Bruntálský z Vrbna zemřel 24. března 1848 ve Vídni. Pohřben byl v rodové empírové kaplové hrobce, jejíž stavbu roku 1811 na hořovickém městském hřbitově sám inicioval. 

### Manželství a potomství

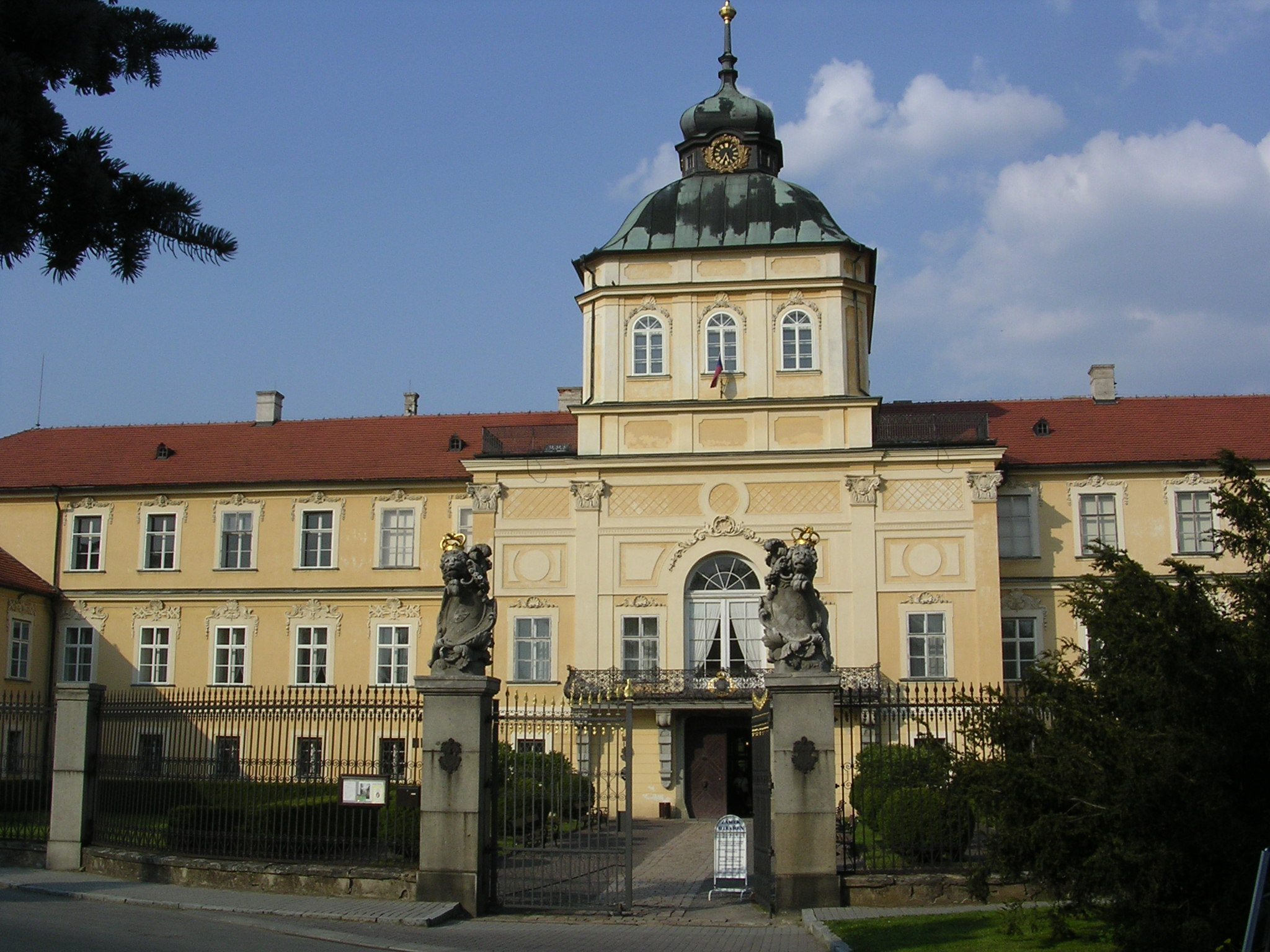
Zámek v Hořovicích, hlavní rodové sídlo

Rudolf Jan se 28. července 1785 ve vídeňském klášterním kostele svatého Augustina oženil s hraběnkou Marií Terezií Kounicovou (1763–1803), vnučkou významného státníka knížete Václava Antonína z Kounic, tímto sňatkem se také spříznil s kancléřem Metternichem. Z tohoto manželství se narodilo devět dětí, z nichž tři zemřely v dětství. Nejstarší syn Eugen Dominik (1786–1848) pokračoval v železářském podnikání na Hořovicku i v kariéře u dvora, třetí syn Ladislav (1795–1849) dosáhl v armádě hodnosti c. k. polního podmaršála, ale po neúspěchu během revoluce 1848–1849 v Itálii spáchal sebevraždu. Další syn Rudolf (1802–1874) zdědil na Moravě panství Holešov a u císařského dvora byl nejvyšším lovčím. Dcery Terezie (1789–1874) a Františka (1799–1863) se provdaly do předních šlechtických rodin - Terezie za Františka Kinského a Františka za Karla Františka Josefa z Lichtenštejna.